# 修羅のみち
修羅のみち（しゅらのみち）は、ナック（現・ICHI）制作で全12作が発表された日本の劇場映画及びビデオ映画シリーズである。

## 概要
『修羅がゆく』シリーズに続く形で発売された任侠アクション作品。スタッフ・キャストの多くは同作から続投しており、哀川翔も引き続いて主演を務めているが、哀川の演ずる吉田晴男は第5作を最期に劇中で死を遂げ、第6作以降は原田龍二の演ずる大神竜馬と渡辺裕之の演ずる南条鷹宏を中心とするストーリーが描かれる。アクションシーンにはCGやデジタル合成を中心とした特殊視覚効果が多く用いられている。第1作から第10作までは劇場公開されたが、第11・12作のみ東映Vシネマレーベルからビデオスルー作品としてリリースされた。

## 登場人物

### 関東共住会

#### 大神組
吉田 晴男（よしだ はるお）
演 - 哀川翔（第1作～第5作）
大神組若頭。関東共住会本部長補佐。初代組長・大神菊造の死後、大神組二代目組長となる。
亀岡とは兄弟分にあたる。
第5作で黒田との抗争に敗れ死亡する。
大神 竜馬（おおがみ りょうま）
演 - 原田龍二（第6作～第12作）※第5作にもラストシーンに登場している。
大神組三代目組長。大神菊造の実子で、南条は異母兄。
三代目組長を継ぐ前はフランス外人部隊に10年間在籍し、軍曹の地位にまでのぼりつめた。
格闘術のプロフェッショナルであり、拳銃の他にもブーメランなど様々な武器を装備し、自在に使いこなす。
南条 鷹宏（なんじょう たかひろ）
演 - 渡辺裕之（第6作～第11作）（※二役）
大神組最高顧問。大神菊造の実子で、竜馬は異母弟。
最高顧問となる前は大神菊造の兄弟分・熊寺輝行に預けられて育ち、成人後は国会議員・稲葉の秘書として活躍していた。稲葉の死後、その後継者として期待されるが、父親と稲葉の仇敵である黒田を倒すべく極道の世界に身を投じる。
11作目で死亡。
大神 菊造（おおがみ きくぞう）
演 - 夏八木勲（第1作のみ）
関東共住会本部長・大神組初代組長。黒田の放ったヒットマンに撃たれ死亡。
南条の母親を殺した相手を弾いた時の拳銃が形見として残っており、竜馬・南条兄弟に受け継がれた。
植村 建二（うえむら けんじ）※第5作以降は「健二」と表記されている
演 - 小西博之（第1作～第8作）
大神組幹部。吉田が二代目組長となった時、大神組若頭となる。
桐生 実（きりゅう みのる）
演 - 小林滋央（第1作～第5作）
大神組組員。大神組の若い組員の中では吉田からの信頼が最も厚い。5作目で荒尾組の手にかかり死亡。
梅木 三郎（うめき さぶろう）
演 - 白国秀樹  （第1作〜第3作・第5作・第6作・第11作）
大神組組員。11作目ではやむを得ない事情により、大神組を裏切った。
笠間忠次郎（かさま ただじろう）
演 - 菅原加織（第1作・第2作）
大神組組員。
三国 敬三（みくに けいぞう）
演 - 宮本大誠（第1作）
大神組組員。ヒットマンから吉田の盾になり射殺さる。
浅倉 和夫（あさくら かずお）
演 - 川本淳市（第1作・第2作・第4作）
大神組組員。
花岡 信勝（はなおか のぶかつ）
演 - 浜田学（第1作）
大神組組員。大神組長のボディーガード。大神組長を狙うヒットマンに射殺さる。
亀岡 竜二（かめおか りゅうじ）
演 - 大和武士（第4作・第6作～第10作）
大神組組長代行。吉田とは兄弟分である。
初登場時(第4作)では大神組の若い組員より黒田組の手先と誤解されていたが、笠間のおかげで誤解がとけた。
大神菊造からの意向に基づき、吉田より組長代行に任命される。
第6作では竜馬・南条兄弟の危機を救った。(この時は出所したばかりで組長代行ではなかった)。
第7作より再び組長代行の座に就く。
岡島 修（おかじま おさむ）
演 - 大和啄也（第4作・第7作〜第12作）
大神組組員。
小森 繁（こもり しげる）
演 - 松岡典幸（第6作～第8作・第11作・第12作）
6作目では熊寺一家組員。7作目以降は大神組組員。
百瀬 大地（ももせ だいち）
演 - 清水宏次朗（第7作・第8作）
大神組若頭補佐。植村の兄弟分でもある。亀岡同様、初登場時は若い組員に関西の回し者と勘違いされていた。
竜馬が黒田を倒せるよう、竜馬を裏切り黒田組の一員となったかのように見せ、黒田組を欺いた。

#### 関東共住会幹部
剣持 八郎（けんもち はちろう）
演 - 亀石征一郎
関東共住会三代目会長・剣持一家総長。吉田や竜馬の理解者だが、組織の長として時に厳しい決断も下す。第12作で黒田組によって瀕死の重傷を負うが、一命を取り留める。
藤倉 正敏（ふじくら まさとし）
演 - 川地民夫（第2作～第4作・第9作・第10作）
関東共住会本部長・藤倉組組長。(第2作以降、第1作は大神菊造が本部長)。
第11作で死亡。(本人は登場しないが、死亡の記事が載っている新聞が登場する)。
倉益 良吉（くらます りょうきち）
演 - 力也
関東共住会幹事長・倉益組組長。第5作では吉田・冬木と3人で黒田組のアジトに乗り込んでいる。
第11作で西尾に射殺される。

### 関西山王組

#### 黒田組→関西山王組
黒田 虎男（くろだ とらお）
演 - 松方弘樹（第1作～第12作）
関西山王組若頭・黒田組組長。6作目より関西山王組二代目組長となる。自分が有利な状況ではとことん強気で押しまくる徹底した暴力主義者だが、不利に陥ると途端に弱々しく狼狽する。
自身の目的のためならあらゆる犠牲や流血も惜しまない卑劣漢だったが、実娘・真矢との対峙を機に、金と暴力に明け暮れた自らの生き様に虚しさを覚えるなど人間らしい弱さも垣間見せる。
娘の死とともに、自ら火を放ち自害した。
八雲 政夫（やくも まさお）
演 - 松田優（第1作～第8作）
1作目では谷岡組長のボディーガードだったが、2作目以降黒田組幹部となる。
格闘戦に強く、外人部隊出身の大神竜馬とも互角の戦いを見せた。
8作目で百瀬はじめ、大神組員に撃たれ死亡。
戸丸健太郎（とまる けんたろう）
演 - 清水昭博（第1作～第8作）
黒田組若頭。8作目で南条に撃たれ死亡。
西尾 武士（にしお たけし）
演 - 永倉大輔（第1作～第4作・第6作～第11作）
黒田組幹部。後に関西山王組若頭補佐となる。11作目で南条と撃ち合い彼に致命傷を与えるも、死亡。
広川 強（ひろかわ つよし）
演 - 金山一彦（第3作・第4作）
黒田組幹部。
兵藤 伸吾（ひょうどう しんご）
演 - 須藤雅宏（第9作～第12作）
関西山王組若頭。

### その他
吉田 恭子（旧姓：香山）（よしだ きょうこ）（かやま）
演 - 夏生ゆうな（第1作～第3作）
大神組の吉田晴男が神社で倒れていたところを助けた白石コンツェルン会長秘書。黒田組長の策略で危機に瀕した白石コンツェルン傘下「東京国民銀行」を救った吉田に惚れて結婚する。3作目で黒田組長の放ったヒットマン(矢吹)に撃たれ、死亡する。
藤村真由美（ふじむら まゆみ）
演 - 水谷ケイ（第1作・第2作）
ホステス。黒田組長の愛人。

### ゲスト
※関東共住会、関西山王組の関係者(主に幹部級)については、それぞれの組織を参照。
第1作
友成 一信（ともなり かずのぶ）
演 - 山田辰夫 （※二役）
関東共住会系友成組組長。
安田 富夫（やすだ とみお）
演 - 辰巳佳太
倉庫で吊るされた男。
白石 秀人（しらいし ひでと）
演 - 小林勝彦
「白石コンツェルン」会長。行方不明になる。
畑野秘書室長（はたの）
演 - 大槻修治
勝田 誠也（かつた せいや）
演 - 渡辺裕之（※二役）
関西山王組若頭補佐・勝田組組長。
堀井 学（ほりい まなぶ）
演 - 古井榮一
「城進」取締役社長。
谷岡 茂（たにおか しげる）
演 - 丹波哲郎（特別出演）
関西山王組初代組長。5作目で死亡した事実が語られる。
花房 哲也（はなふさ てつや）
演 - 成瀬正孝
関東共住会副本部長・花房組組長。
女装ヒットマン
演 - 庄司哲郎
黒田組長が放ち吉田を襲撃する。
早川 五郎（はやかわ ごろう）
演 - 堀田眞三（※二役）
横浜・早川組組長。
津波 太一（つなみ たいち）
演 - 上野淳
元・勝田組組員。勝田組を破門されている。妻子持ち。
越川 満（こしかわ みつる）
演 - 町田政則（※二役）
元・勝田組組員。勝田組を破門されている。
ヒットマン
演 - 佐藤蛾次郎
大神組長を狙うヒットマン。
平野 哲也（ひらの てつや）
演 - 影山英俊
「ナックミュージックプロダクション」会長。
山上 隆司（やまがみ たかし）
演 - 西沢利明。
第2作
蛇島 勝年（へびじま かつとし）
演 - 内田裕也
吉田を狙うヒットマン。
琴引 鉄久（ことびき てつひさ）
演 - 細川たかし
大阪道友会組長。
平山 幸造（ひらやま こうぞう）
演 - 大林丈史 （※二役）
「平山物産」社長。
宇津木泰三（うつき たいぞう）
演 - 伊吹剛
「宇津木金融」社長。黒田組の関係者。
日下 透（くさか とおる）
演 - 江見俊太郎
「太平洋建設」社長。
張 正林（チャン・チョンリン）
演 - 崎山凛（※二役）
チャイニーズ・マフィア。
坂下（さかした）
演 - たつかわ剛
黒田組組員。
第3作
山鍋 一也（やまなべ かずや）
演 - 今井雅之
山鍋一家総長。吉田の兄弟分でもある。
矢吹 修道（やぶき しゅうどう）
演 - 萩原流行
ヒットマン。
山鍋 好美（やまなべ よしみ）
演 - 高橋理奈
山鍋一也の妻。
赤岩 重信（あかいわ しげのぶ）
演 - 友金敏雄 （※二役）
松山・赤岩組組長・黒田組四国支部長。
久松 慎二（ひさまつ しんじ）
演 - 柄沢次郎
山鍋一家若頭。
猪俣 辰夫（いのまた たつお）
演 - 高橋和興
松山・赤岩組若頭。
宮崎 隆司（みやざき たかし）
演 - 石山雄大
「広島平和万博事業団」理事長。
田川 孝（たがわ たかし）
演 - 中谷彰宏
江藤 邦夫（えとう くにお）
演 - 森永健司
野村 春彦（のむら はるひこ）
演 - 町田政則（※二役）
第4作
若宮 卓次（わかみや たくじ）
演 - 長谷川初範
北九州連合玄竜会若頭。関東共住会の九州侵攻時に吉田と敵対した過去を持つが、互いに認め合っている。
吉田と示し合わせて、黒田組長を迎え撃った。
洲崎 司郎（すざき しろう）
演 - 渡辺文雄
北九州連合玄竜会会長。「玄界灘の竜」といわれていた。
笛田 勝一（ふえだ しょういち）
演 - 小沢和義（※二役）
北九州連合玄竜会若頭補佐。会長の座を狙い、洲崎・若宮を殺そうとするも失敗、若宮に撃たれ死亡。
笛田 光恵（ふえだ みつえ）
演 - 七森美江
笛田勝一の妻。洲崎会長の娘。笛田を会長にするため、実の父親をも殺そうとするが、失敗に終わり死亡。
安達 高志（あだち たかし）
演 - 中倉健太郎
北九州連合玄竜会組員。若宮直属の部下。北九州に来た吉田に協力するが、黒田組に殺される。
張 成金（チャン・セイチン）
演 - 石井愃一
詐欺師。山王組若頭補佐の小池から300億を騙し取る。黒田組長から命を狙われ、古川・笛田・吉田を頼った。
資産は3000億あると言われていたが、株での失敗により無一文になっていた。
小池 昌平（こいけ しょうへい）
演 - 本郷直樹
関西山王組若頭補佐。
古川 満（ふるかわ みつる）
演 - 伊藤洋三郎
関東共住会系古川組組長。
石黒 美佐（いしぐろ みさ）
演 - 井上尚子
安達の恋人。安達とともに吉田に協力したが、黒田組に捕らえられ射殺された。
テロリスト
演 - 金ぴか先生〈現・佐藤忠志〉
第5作
冬木太一郎（ふゆき たいちろう）
演 - 菅田俊
仙台・冬木組組長。吉田と兄弟分の契りを交わし、吉田・倉益と共に黒田組+荒尾組と戦った。最期は荒尾とともに爆死。
荒尾 剛志（あらお つよし）
演 - 岡田正典
福島 郡山・荒尾組組長。黒田組の戸丸とは兄弟分。黒田組長より偽札作りを任される。
最期は偽札工場もろとも冬木のダイナマイトで吹き飛ばされる。
奥村（おくむら）
演 - 工藤俊作
福島 郡山・荒尾組若頭。
リチャード
演 - 菊池隆則〈現・樋口隆則〉
第6作
ナターシャ
演 - 井上貴子
母親と再会するため、黒田組の手先として、南条が秘書をしていた政治家を殺した。
母親の死を知り、最期は竜馬・南条と共に黒田組と戦うが、八雲・西尾に撃たれ、死亡する。　
熊寺 輝行（くまでら てるゆき）
演 - 生井健夫
熊寺一家総長。大神菊造の兄弟分。
島崎（しまざき）
演 - 武蔵拳（※二役）
熊寺一家若頭。
第7作・第8作
熊沢（くまざわ）
演 - 又野誠治
アメリカ国籍を持つ、民間軍事ビジネス会社「レッドスコーピオン」の一員。
大神竜馬と激しい戦いを繰り広げるが、最後は爆死している。
ヘンリー・ゴードン
演 - C.スピルマン
「ゴードンカンパニー」代表者。黒田組長や桑原大臣と裏で繋がっていた。熊沢に射殺された。
桑原 宗徳（くわばら むねのり）
演 - 織田無道（※二役）
金融財政担当大臣。黒田組長やヘンリーと裏で繋がっていた。熊沢に暗殺された。
田辺 良介（たなべ りょうすけ）
演 - 奈良坂篤
桑原の公設秘書。南条の政治家秘書時代の後輩。
桑原の秘密を守るべく、先輩であった南条を敵視していたが、妻を救うべく南条と黒田組のアジトに出向いた。
妻と共に戸丸に撃たれ、死亡した。
田辺 政子（たなべ まさこ）
演 - 横山エミー
田辺良介の妻。
第9作・第10作
観音寺牡丹（かんのんじ ぼたん）
演 - 井上晴美
観音寺宗二郎の娘。
長谷川祐介（はせがわ ゆうすけ）
演 - 石橋保（第9作のみ）
衆議院議員。牡丹の婚約者。
観音寺宗二郎（かんのんじ そうじろう）
演 - 本田博太郎（第9作のみ）
観音寺一家三代目総長。
大熊 登（おおくま のぼる）
演 - 内田勝正
関西山王組直参大熊組組長。
国宮 雄太（くにみや ゆうた）
演 - 山田辰夫（第10作のみ）（※二役）
観音寺一家組員。
毒島 譲二（ぶすじま じょうじ）
演 - 崎山凛（※二役）
黒田組組員。
高峰 泰夫（たかみね やすお）
演 - 友金敏雄（第9作のみ）（※二役）
観音寺一家舎弟頭。
坂下 浩輔（さかした こうずけ）
演 - 堀田眞三（※二役）
九州儀道会会長・坂下一家総長。
遠藤 敏郎（えんどう としろう）
演 - 大林丈史（※二役）
民自党道路調査会会長。
バーのマスター
演 - 中庸助（第9作のみ）
かつて藤倉が客分として身を置いていた組織の元組員。
第11作・最終作
尾崎 真矢（おざき まや）
演 - 河西りえ
高知・尾崎組組長の養女であり、かつて母親と共に捨てられた黒田組長の実娘。南条に想いを寄せ始めた矢先に彼を喪い、復讐のために黒田組長との戦いに身を投じた末、非業の死を遂げる。
磐井 茂生（いわい しげお）
演 - 小沢和義（第11作のみ）（※二役）
関西山王組・高知・尾崎組若頭。
尾崎 洋介（おざき ようすけ）
演 - 上野山功一
関西山王組・高知・尾崎組組長で真矢の養父。黒田組長の非道な組織運営に反対する一派の急先鋒であり、共住会幹事長の倉益とは兄弟分の関係にある。
萩原 秀徳（はぎわら ひでのり）
演 - 織田無道（第11作のみ）（※二役）
関東共住会常任顧問・萩原一家総長。
田所 道夫（たどころ みちお）
演 - 武蔵拳（第11作のみ）（※二役）
関東共住会系田所組組長。　　　
前島 清（まえじま きよし）　　
演 - 飯島大介（最終作のみ）
広島・安芸連合四代目総長。

## 作品リスト
| 話数 | サブタイトル            | 主演     | 脚本              | 監督       | 劇場公開日     | リリース       |
| ---- | ----------------------- | -------- | ----------------- | ---------- | -------------- | -------------- |
| 1    | 関東VS関西 全面戦争勃発 | 哀川翔   | 井上鉄勇          | 小澤啓一   | 2001年7月12日  | 2001年10月12日 |
| 2    | 関西頂上決戦            | 哀川翔   | 井上鉄勇          | 小澤啓一   | 2001年10月20日 | 2002年1月11日  |
| 3    | 広島・四国全面戦争      | 哀川翔   | 板倉真琴          | 小澤啓一   | 2002年2月16日  | 2002年4月12日  |
| 4    | 北九州代理戦争          | 哀川翔   | 井上鉄勇          | 小澤啓一   | 2002年4月20日  | 2002年7月12日  |
| 5    | 東北殺しの軍団          | 哀川翔   | 井上鉄勇          | 小澤啓一   | 2002年8月24日  | 2002年11月8日  |
| 6    | 血染めの海峡            | 原田龍二 | 板倉真琴          | 小澤啓一   | 2003年4月26日  | 2003年6月13日  |
| 7    | 暴力金融列島            | 原田龍二 | 井上鉄勇          | 佐々木正人 | 2003年         | 2003年9月12日  |
| 8    | 大阪最終血戦            | 原田龍二 | 井上鉄勇          | 佐々木正人 |                | 2003年11月14日 |
| 9    | 北九州烈死篇            | 原田龍二 | 板倉真琴 小澤啓一 | 小澤啓一   |                | 2004年3月12日  |
| 10   | 九州全面戦争            | 原田龍二 | 板倉真琴 小澤啓一 | 小澤啓一   | 2004年5月1日   | 2004年5月14日  |
| 11   | 四国最終戦争            | 原田龍二 | 青池雄太 鈴川鉄久 | 金澤克次   |                | 2005年3月11日  |
| 12   | 完結篇                  | 原田龍二 | 青池雄太 鈴川鉄久 | 金澤克次   |                | 2005年5月13日  |

## 制作スタッフ
- 原作 - 鈴川鉄久
- 企画・製作 - 西野聖市
- プロデューサー
  - （#1・2・3・4）瀬戸恒雄（東映ビデオ）・吉池邦彦・西野百子
  - （#5）瀬戸恒雄（東映ビデオ）・吉野百子・山地曻
  - （#6） 遠藤重栄（東映ビデオ）・瀬戸恒雄・山地曻
  - （#7・8）瀬戸恒雄（東映ビデオ）・山地曻
  - （#9・10）瀬戸恒雄（東映ビデオ）・青木啓二
  - （#11・12）瀬戸恒雄（東映ビデオ）・山地曻
- 脚本：「作品リスト」参照。
- 音楽 - 竹村次郎（#1,2）、TAKUYA（#1 - 5）、櫻井真一（#3 - 5）、石井周平（#5）、ドラムンバース（#6）、横山裕章（#6）、中川孝（#9,10）、野島健太郎（#11,12）
- 撮影 - 鈴木耕一（J.S.C.、#1,2,6,9,10）、加藤雄大（J.S.C.、#3,4）、今泉尚亮（J.S.C.、#5,7,8）、下元哲（J.S.C.、#11,12）
- 照明 - 吉角荘介（#1）、三萩国明（#2）、石田健司（#3,4）、白石成一（#5）、林和義（#6 - 8）、矢部一男（#9,10）
- 録音 - 西岡正巳
- 美術 - 山崎昌明（#1）、橋本千春（#2）、太田喜久男（#3,4）、桜井陽一（#5）、畠山和久、（#5 - 8）、遠藤剛（#9,10）、西村徹（#11,12）
- 編集 - 神谷信武
- スクリプター - 宮下こずゑ（#1）、杉原温子（#2 - 4）、熊野照子（#5）、高木厚太郎（#6）、木川景子（#7,8）、石川和枝（#9,10）、中西桃子（#11,12）
- 監督補 - 梅沢利之（#9,10）、村田啓一郎（#11,12）
- 助監督 - 田村浩太朗（#1,3,4）、藤田保行（#2）、村田啓一郎（#5）、佐々木正人（#6）、M・HONDA（本田正）（#7）
- 制作担当 - 福士茂（#1）、森崎太陽（#2）、咲山翔（#3,4）、柳内孝一（#5 - 8,11,12）、中保眞典（#9,10）
- 音響効果 - 福島行朗
- 選曲 - 山川繁
- ネガ編集 - 大橋まさみ
- タイトル - 竹内秀樹（#2 - 12）、大槻彩乃（#2 - 5）
- ガンエフェクト - 吉田宗生（#1 - 3）、武居正純（#2）、横山信一（#11,12）、会田文彦（#11,12）
- 操演 - 小林正己
- 刺青 - 霞涼二
- 擬斗 - 中瀬博文（日俳連アクション部会、#1 - 3）、深作覚（日俳連アクション部会、#11,12）、中舘英暢（#11,12）
- 方言指導 - 小林幹生（#1）、宮本裕士（#2）、崎本茂（#3）、佐野元哉（#3）
- 協力 - 東京衣裳、神谷編集室、福島音響、IMAGICA、日本コダック、日本照明、NK特機、nac、シナリオプリント、マリンポスト、クリエイティブ・オフィス・モア、オフィス童武、AUTO MASTERS（#1,2）、遠藤都イメージコーポレーション（#1,2）、カースタントTA・KA（#1,2）、Malline（#1,2）、トライアル・プロダクション（#1,2）、三山不動産（#1,2）、雷韻出版社（#1,2）、井上鷹王（#1,2）、藤澤正二（#1,2）、舞クリエーション（#2）、新栄プロダクション（#2）、Kazu企画（#2）、ケイズファクトリー（#3）、フェイムステージ（#3）、テイク・ワン（#3）、ミヤビプランニングオフィス（#3）、フクダ電子（#3）、日比板金（#3）、美峰、若草印刷、ブロンコ、フェイムステージ、エレメンツ、ボネットインターナショナル、オートプラザXEX、スタジオビコロール
- 撮影協力 - 古賀オール
  - （#1） - テクノウェイブマネージメント100、六本木ヴィーナス、シンシア、紅花
  - （#2） - 横浜フィルムコミッション、NEPSIS、AIA、サンタ・コーポレーション、KOMAZAWA B、バンセイ
  - （#3） - ライオンズ・ロック
  - （#4） - スタジオピア、スナックいずみ、六本木ヴィーナス、クラブLEE、白鳥、横浜フィルムコミッション
  - （#5） - 若草印刷、Club KING、トータルビルメンテナンス オーチュー、社会福祉法人滋生会病院、川岸製本、ティーアールガレージ、樹海
  - （#6） - いわきフィルムコミッション協議会（金沢秀一、古田部好弘）、カネキ商店（小野竜男）、サザンパシフィックホテル（鈴木正朗）、中村病院、相浦造船鉄工所、たけや商事、生田不動産、オーチュービル管理、三宝寺、やくよけ祖師堀之内 妙法寺、いわき・ら・ら・ミュウ、いわきデイクルーズ
  - （#7） - ハイツ町屋、多摩肛門科病院、八宮神社、FOXEY
  - （#8） - 無門庵、東亜鉄工、鳩森八幡神社、八官神社
  - （#9,10） - 西さがみFC・小田原市、ボネットインターナショナル
  - （#11） - 目黒ハウス、鳩の森神社、東亜鉄工、住田ビル、プラネアール井荻、フォレステージ石神井公園、四ツ又駐車場、KBプラザ、法融寺、ヘヤーサロン大友
  - （#12） - 目黒ハウス、東京、東亜鉄工、プラネアール井荻、四ツ又駐車場、KBプラザ、ICHIMAビル
- 制作協力 - オフィス・ルート・エス（#2）
- 協力 - 東映ビデオ（#1）、関西東映ビデオ販売（#2,8,11）、中国東映ビデオ販売（#3）、ナック映像センター（#3）、九州東映ビデオ販売（#4,9,10）、東北東映ビデオ販売（#5,6）、北海道東映ビデオ販売（#8）
- 製作 - Knack